# Mistrzostwa Świata w Szermierce 1949
Mistrzostwa Świata w Szermierce 1949 – 19. edycja mistrzostw odbyła się w egipskim mieście Kair.

## Klasyfikacja medalowa
| Lp. | Państwo | złoto | srebro | brąz | Razem |
| --- | ------- | ----- | ------ | ---- | ----- |
| 1   | Włochy  | 5     | 2      | 2    | 9     |
| 2   | Francja | 1     | 3      | 1    | 5     |
| 3   | Austria | 1     | -      | -    | 1     |
| 4   | Szwecja | -     | 1      | 1    | 2     |
| 5   | Dania   | -     | 1      | -    | 1     |
| 6   | Egipt   | -     | -      | 3    | 3     |

## Medaliści

### Mężczyźni
| Złoto | Srebro                                                                                         | Brąz |
| Floret |                                                                                                | |
| Christian d’Oriola | Renzo Nostini                                                                                  | Giuliano Nostini Edoardo Mangiarotti                                                                           |
| Włochy · Manlio Di Rosa · Edoardo Mangiarotti · Giuliano Nostini · Renzo Nostini · Giorgio Pellini                            | Francja · René Bougnol · Jéhan de Buhan · Christian d’Oriola · Jacques Lataste · Adrien Rommel | Egipt · Osman Abdel Hafeez · Anwar Tawfik · Salah Dessouki · Hassan Tawfik · Mahmoud Younes · Mohamed Zulficar |
| Szpada |                                                                                                | |
| Dario Mangiarotti | René Bougnol                                                                                   | Per Carleson                                                                                                   |
| Włochy · Roberto Battaglia · Luigi Cantone · Antonio Mandruzzato · Dario Mangiarotti · Edoardo Mangiarotti · Antonio Spallino | Szwecja · Per Carleson · Hans Drakenberg · Carl Forssell · Rolf Julin                          | Egipt · Salah Dessouki · Mohamed Abdel Rahman · Mahmoud Younes · Mauris Shamil · Jean-Gabriel Asfar            |
| Szabla |                                                                                                | |
| Gastone Darè | Giorgio Pellini                                                                                | Vincenzo Pinton Vittorio Stagni                                                                                |
| Włochy · Gastone Darè · Renzo Nostini · Mauro Racca · Vincenzo Pinton · Vittorio Stagni                                       | Francja · Jacques Lefèvre · Jean Levavasseur · Jean Parent · Jean-François Tournon             | Egipt · Ahmed Abou-Shadi · Salah Dessouki · Mohamed Abdel Rahman · Mahmoud Younes · Mohamed Zulficar           |

### Kobiety
| Złoto       | Srebro         | Brąz              |
| Floret      |                |                   |
| Ellen Preis | Karen Lachmann | Jacqueline Baudot |